# Skhirat
Skhirat (arabisch الصخيرات, DMG aṣ-Ṣaḫīrāt, auch Skhirate, Zentralatlas-Tamazight ⵚⵅⵉⵔⴰⵜ Eṣṣxiṛat, spanisch Sjirat) ist eine Großstadt mit ca. 125.000 Einwohnern am Atlantik in der Präfektur Skhirate-Témara in der Region Rabat-Salé-Kénitra in Marokko.

## Lage und Klima
Skhirat liegt bei der Mündung des Oued Cherrat in den Atlantik etwa 63 km (Fahrtstrecke) nordöstlich von Casablanca bzw. ca. 27 km südwestlich der marokkanischen Hauptstadt Rabat; die Stadt hat eine eigene Abfahrt an der Autoroute A 1. Das Klima wird in hohem Maße vom Atlantik bestimmt; Regen (ca. 450 mm/Jahr) fällt nahezu ausschließlich im Winterhalbjahr.

## Bevölkerung
| Jahr      | 1994   | 2004   | 2014   | 2024    |
| Einwohner | 29.599 | 43.025 | 59.775 | 122.705 |

Für das Jahr 1970 wurden 18.000 Einwohner geschätzt. Die heutige Bevölkerung besteht hauptsächlich aus Angehörigen verschiedener Berbergruppen der Umgebung, die seit den 1950er Jahren zugewandert sind.

## Wirtschaft
Die Wirtschaft der Stadt wird ganz wesentlich von Tourismus bestimmt, aber auch Kleinhandel, Handwerk und das Dienstleistungsgewerbe bieten Arbeitsplätze.

## Geschichte
Die Geschichte der Stadt reicht bis in die Antike zurück; wahrscheinlich nutzten schon die Phönizier und Römer den Platz als Hafen. Später errichteten die Almohaden hier eine Festung (kasbah).

## Sommerpalast
In Skhirat befindet sich ein Sommerpalast der marokkanischen Sultane. Der Besitz dehnt sich terrassenartig über etwa drei Kilometer am Strand entlang aus. Er besteht aus einer Reihe von Bungalows und Villen, in denen die Familie, Angestellte und der Personenschutz untergebracht sind. Der Thronsaal ist auf ein Schwimmbad ausgerichtet, diesem schließen sich die Privatgemächer an. Entlang der Autobahn liegt der Golfplatz mit 18 Löchern.
Am 10. und 11. Juli 1971 war der Sommerpalast Schauplatz des gegen König Hassan II. gerichteten Putschversuchs von Skhirat.